# Christian Lavieille

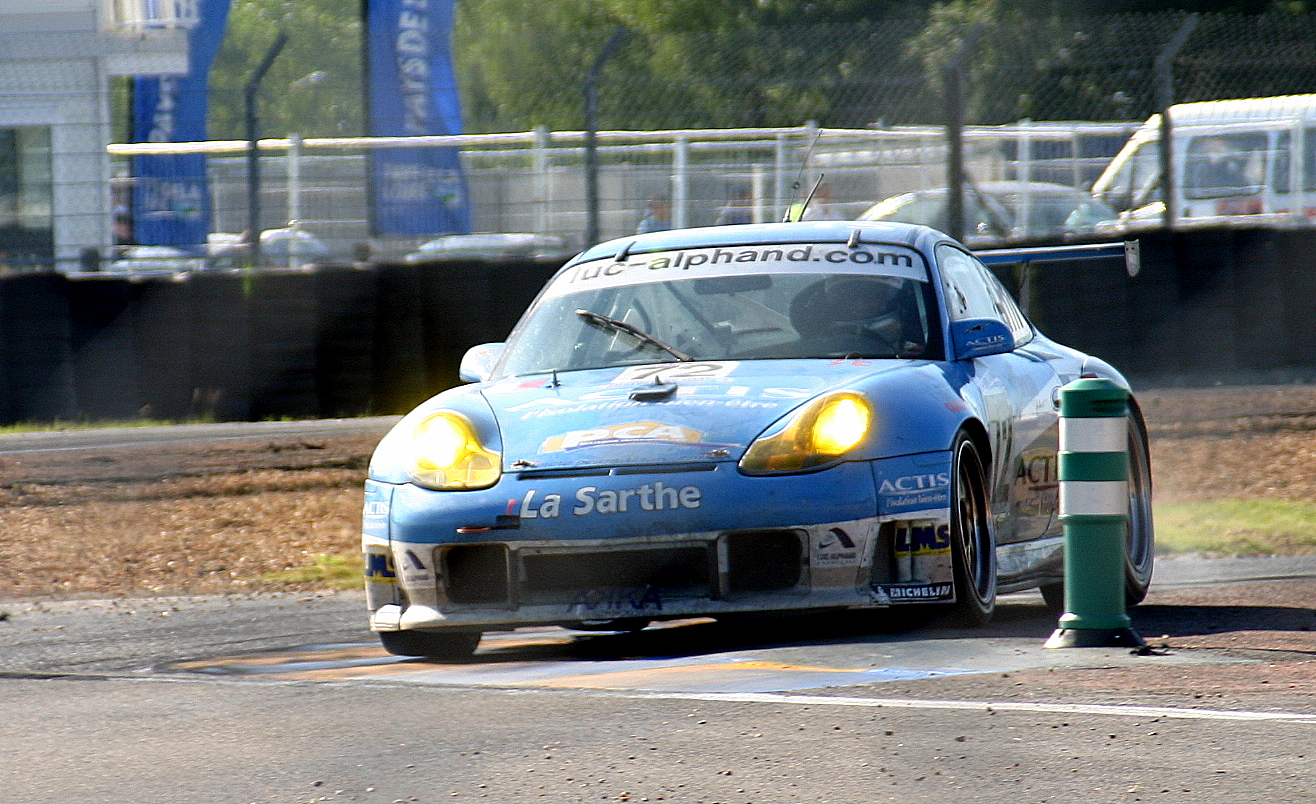
Porsche GT3-RS - Luc Alphand, Christian Lavieille & Philippe Alméras à la chicane Ford, Le Mans 2004

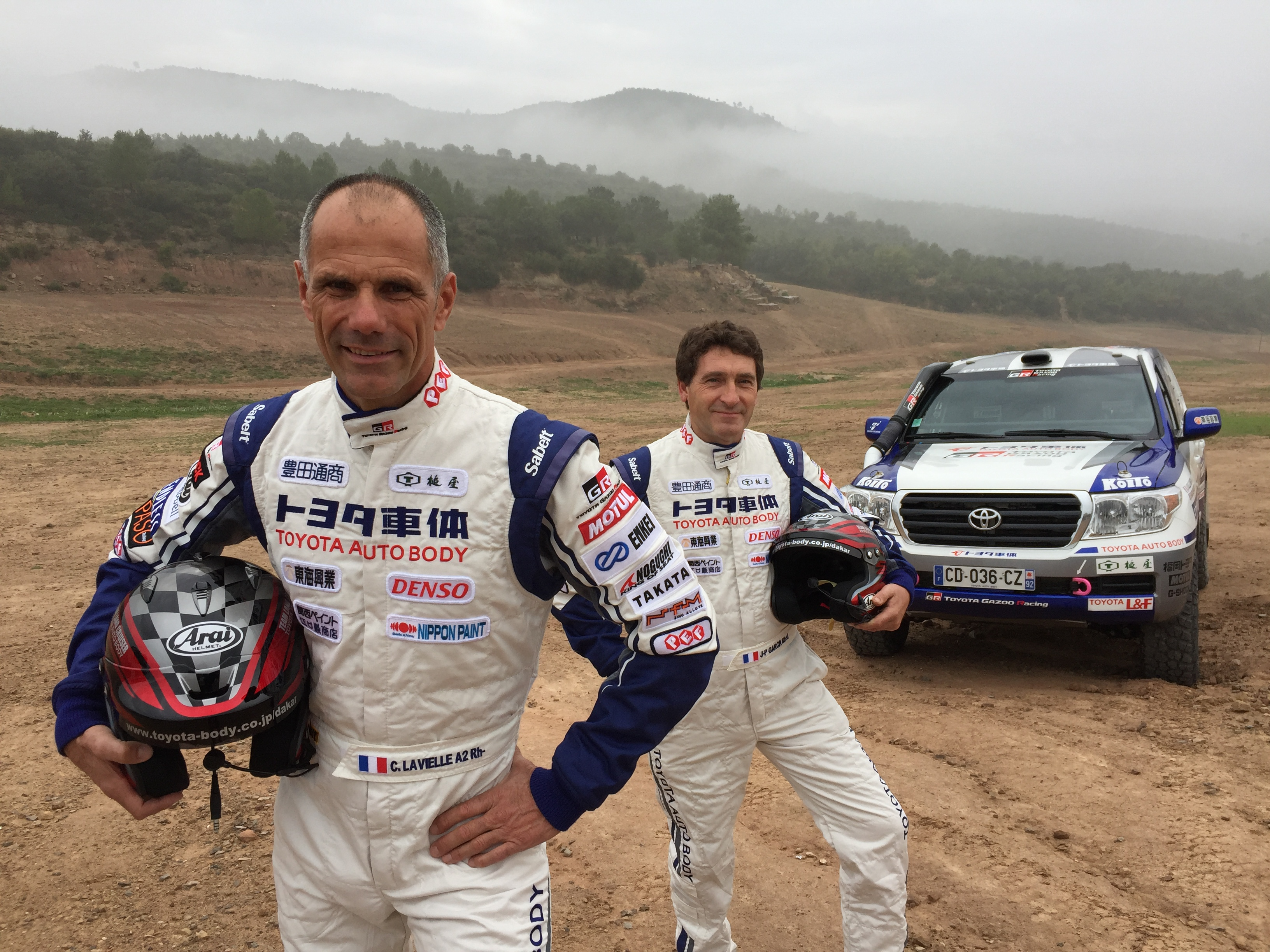
DAKAR 2017 Christian Lavieille

Christian Lavieille, né le 16 décembre 1965 à Villefranche-sur-Saône, est un pilote d'endurance moto, reconverti en pilote automobile de rallye-raid. Il a remporté le Championnat du monde d'endurance moto en 1998 et le Bol d’or à trois reprises (1996, 1999 et 2001).

## Biographie

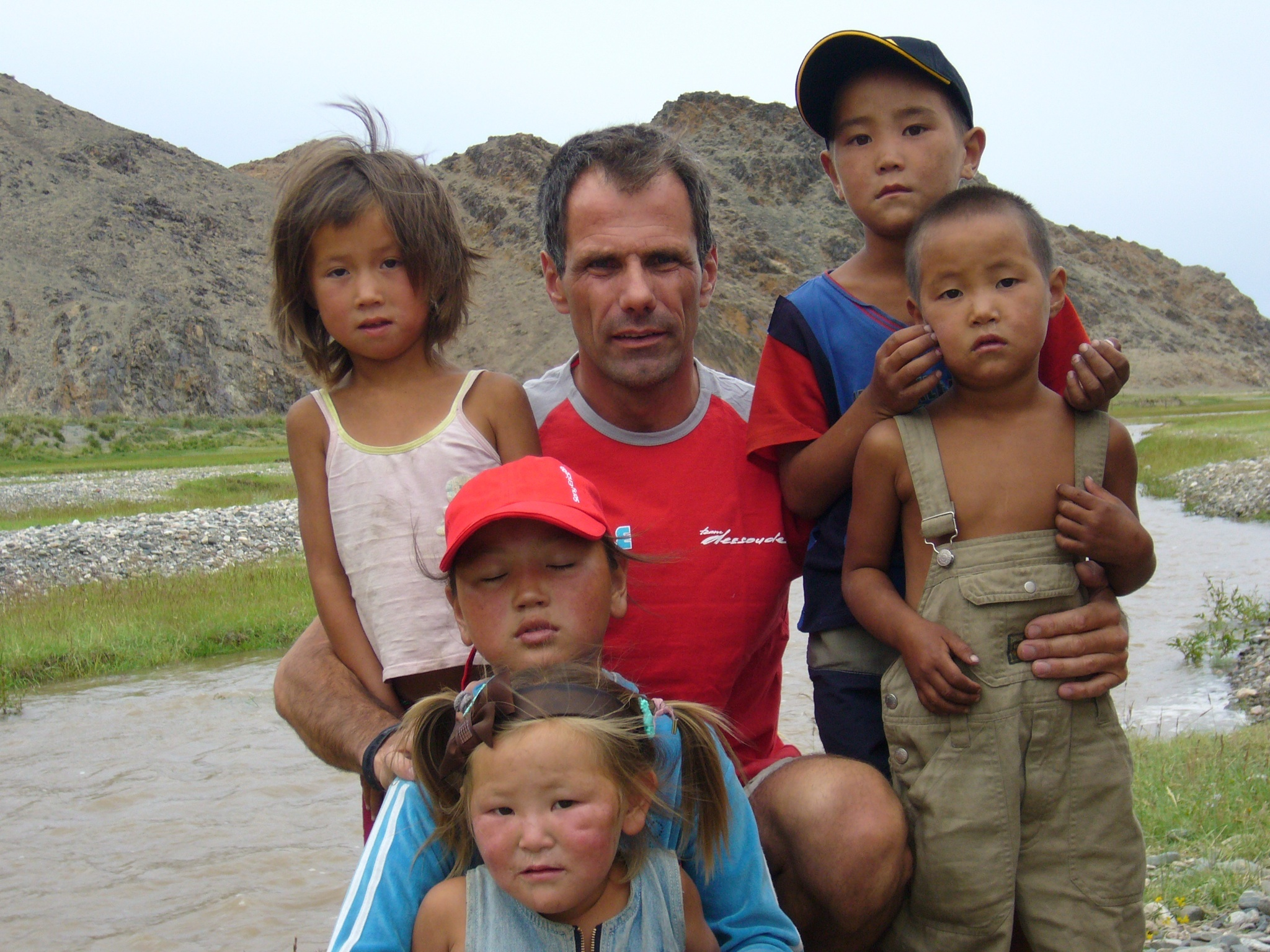

En tant que pilote moto, Christian Lavieille a remporté le Championnat du Monde FIM d’Endurance en 1998 et le Bol d’or à trois reprises (1996, 1999 et 2001).
Il participe au Rallye Dakar depuis 2003.

## Palmarès

### Endurance moto
- 1994

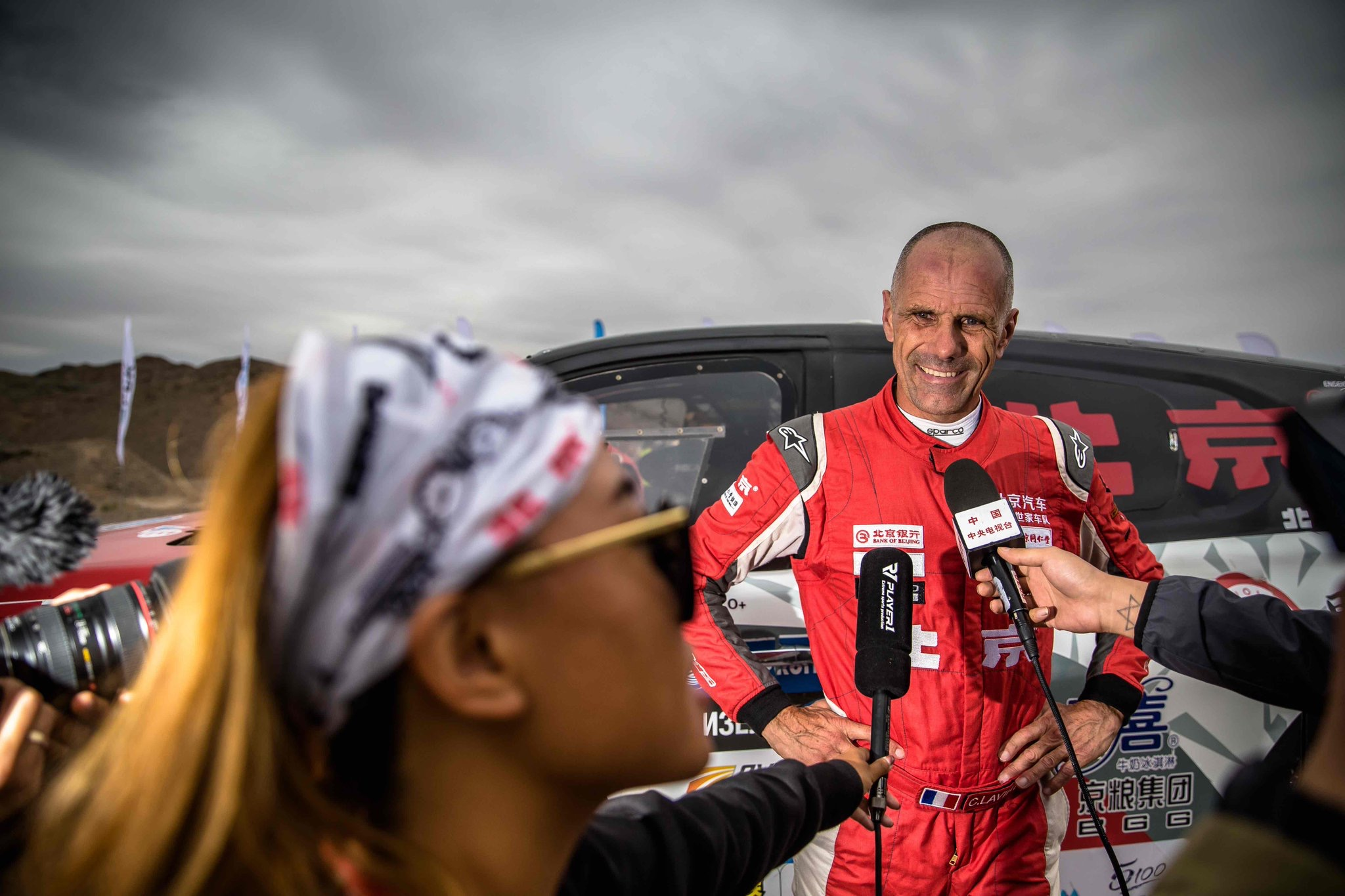
Silk Way 2017 Christian Lavieille

  - 3e au Bol d'or (Suzuki Endurance Racing Team)
- 1995
  - 2e aux 24 h du Mans (Suzuki Endurance Racing Team)
- 1996
  - 2e au championnat du monde d'endurance
  - Vainqueur du Bol d’or
- 1997
  - 4e au championnat du monde d'endurance
- 1998
  - Champion du monde d'endurance
  - Vainqueur des 24 Heures de Spa Motos
- 1999 (Suzuki Endurance Racing Team)
  - 3e au championnat du monde d'endurance
  - Vainqueur du Bol d’or
- 2000 (Suzuki Endurance Racing Team)
  - 14e au championnat du monde d'Endurance
  - 2e aux 24 heures du Mans moto
- 2001 (Suzuki Endurance Racing Team)
  - Vainqueur du Bol d’or
  - Vainqueur des 24 Heures de Spa Motos
  - Vainqueur de la coupe du Monde d'Endurance
- 2002 (Suzuki Endurance Racing Team)
  - Vainqueur du Master of Endurance
  - Vainqueur des 24 Heures de Spa Motos

### Auto
2000 :
- Trophée Andros en Formule France, 2e à Val Thorens
- Victoire à l’Alpes d’Huez et en Andorre

2001 : Vainqueur Thophée Andros Formule FFSA, 4 victoires.
2002 :  1re participation aux 24 Heures du Mans, 5e en GT sur Porsche.
2003 :  2e aux Mans en silhouette sur 406 en cat B.
2004 :
- Silk Way 2017 Christian Lavieille9e au Rallye ORPI sur Nissan Patrol.

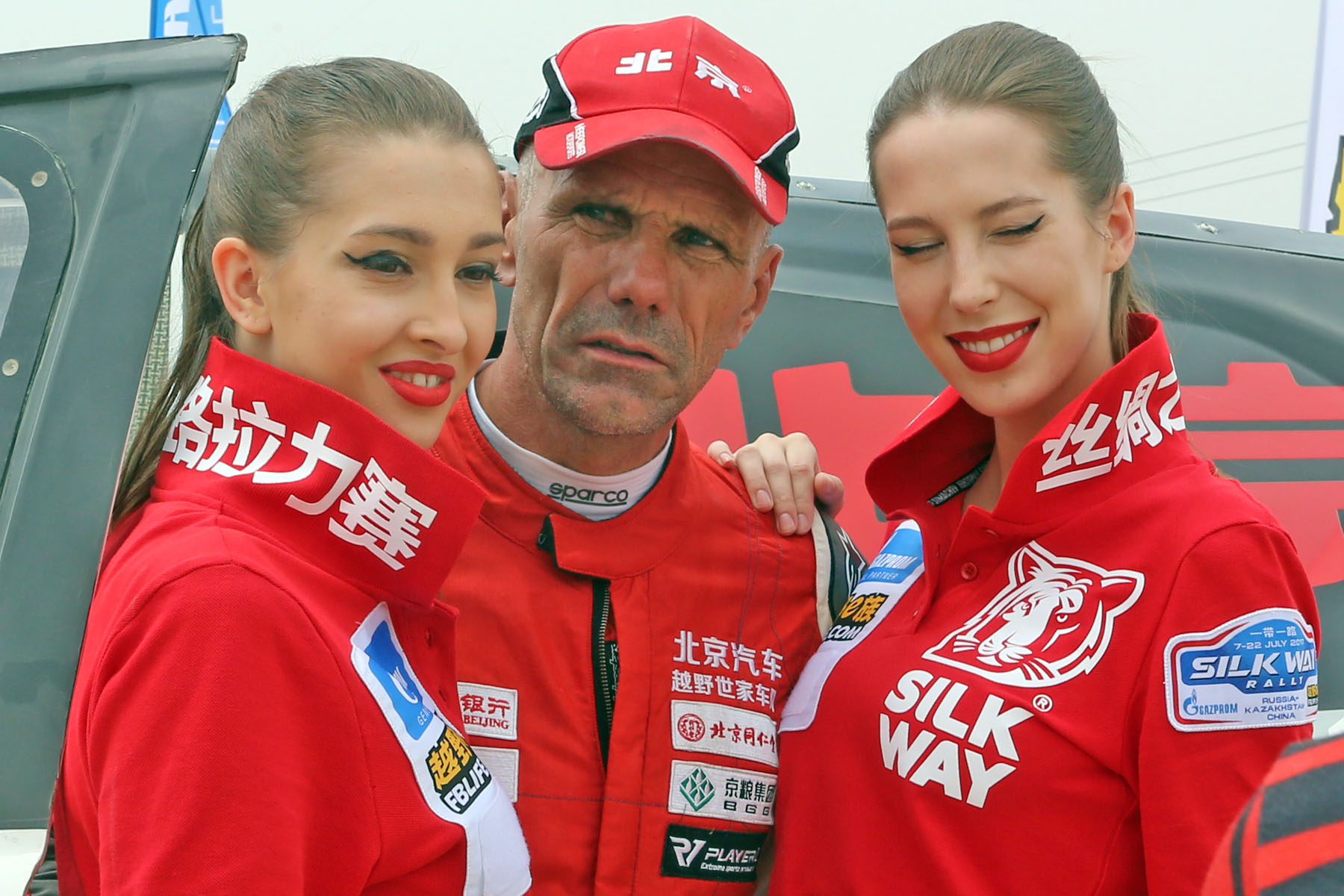
Silk Way 2017 Christian Lavieille

- 16e aux 24H du Mans, 5e en GT sur Porsche, vainqueur d’une étape sur le rallye des Pharaons
- 2e du Raid Turquoise (semi rigide par équipe)

2005 :
- Participation au Paris Dakar avec un journaliste de France Télévision 57e.
- Rallye Optic 2000, 9e au général sur Nissan Patfinder.
- Pole position et victoire de la première course en Supertourisme Coupe de France à Albi

2006 :
- Lisboa-Dakar -20e-Général– 1er-Nismo Challenge-Nissan
- Vainqueur des 24H du Mans moto, Team manager
- Rallye de Tunisie     – 1er - Cat T2 / 7e-Général.
- Rallye Transiberico – 1er - Cat T2 / 8e-Général.
- Rallye Orpi Maroc   – 1er - Cat T2 / 9e-Général.
- Rallye des Pharaons – 1er - Cat T2 / 5e-Général.
- Vainqueur de la Coupe du Monde Catégorie Marathon.

2007 :
- Northen Forest Baja Russie - 2e - Cat T2 / 8e du Général.
- Rallye Optic 2000 – 2e du classement Général sur Nissan Pick up 05.
- Vainqueur du Rallye des Pharaons sur Nissan Pick up 05.

2008 :
- Rallye Optic 2000 3e du classement général sur Nissan 05.
- Vainqueur du Rallye Transybéria pour Porsche France sur un Cayenne.
- Vainqueur du Rallye des Pharaons sur Nissan 05.

2009 :   Rallye Optic 2000 2e du classement général sur Nissan 05.
2010 : Rallye Tunisie 2e du classement général sur Nissan 05.
2011 : Rallye Dakar 8e du classement général 1er privé et moteur essence sur Proto Dessoude 05.
2012 :
- Vainqueur du Rallye Carmin Baja.
- 5e au rallye 24H du Portugal par équipe.
- 2013 :   Rallye Dakar 17e du classement général.
- Silk Way 5e du classement général
- Vainqueur des 24h TT de Paris par équipe.

2014 :
- Dakar 8e du classement général Haval Great Wall Team SMG.
- 2e des 24 heures du Maroc.
- Vainqueur du China Grand Rallye avec Haval Great Wall Team SMG.

2015 :
- Dakar 6e du classement général avec Toyota. 2e en catégorie essence.
- 4e du China Grand Rallye – sur Haval H8 team SMG. Vainqueur du China Grand Rallye pour Haval Great Wall Team SMG.

2016:
- Dakar 19e du classement général avec Renault Duster.
- Vainqueur du rallye Oilibya Maroc catégorie open – team Toyota Autobdy.

2017:
- Dakar, vainqueur en catégorie marathon, 23e du classement général - team Toyota Autobody
- Vainqueur du rallye Taklimakan avec BAIC Motors BJ40 (Toyota).
- 2e Silk Way Rallye avec BAIC Motors BJ40 (Toyota)

2018:
- 3e du rallye Taklimakan avec BAIC Motors BJ40 (Toyota).

2019:
- Dakar, vainqueur en catégorie marathon, 23e du classement général - team Toyota Autobody.
- Vainqueur du rallye Taklimakan avec BAIC Motors BJ40 (Toyota).

2020:
- Dakar, vainqueur en catégorie marathon, 29e du classement général - team Toyota Autobody.

2021:
- Dakar 11e et 1re en catégorie 1.2 roues motrices essence Team MD Rallye.

2022:
- Dakar 16e et 4e en catégorie 1.2 roues motrices essence Team MD Rallye.

2023:
- Dakar 11e et 2e en catégorie 1.2 roues motrices essence Team MD Rallye.

2024:
- Dakar 12e et 2e en catégorie 1.2 roues motrices essence Team MD Rallye.

### Rallye Dakar
- 2003 : abandon
- 2004 : abandon
- 2005 : 57e
- 2006 : 20e 1er-Nismo Challenge-Nissan Patrol 3 lirtres
- 2007 : abandon
- 2009 : abandon
- 2010 : abandon
- 2011 : 8e Proto Dessoude 05.
- 2012 : abandon
- 2013 : 17e Buggy Juke Dessoude
- 2014 : 8e Haval Great Wall Team SMG.
- 2015 : 6e Toyota. 2e en catégorie essence Overdrive
- 2016 : 19e Renault Duster.
- 2017 : 23e (1er en marathon) 23e du classement général - team Toyota Autobody
- 2018: abandon
- 2019 : 24e (1er en marathon) 23e du classement général - team Toyota Autobody.
- 2020 : 29e (1er en marathon) 29e du classement général - team Toyota Autobody.
- 2021 : 11e et 1er en catégorie 1.2 roues motrices essence Team MD Rallye.
- 2022 : 16e et 4e en catégorie 1.2 roues motrices essence Team MD Rallye.
- 2023 : 11e et 2e en catégorie 1.2 roues motrices essence Team MD Rallye.
- 2024 : 12e